# Wybory w 2012

Mapa krajach, gdzie wybory prezydenckie odbędą się w 2012 r.

Wybory w 2012 – lista wyborów i referendów na szczeblu krajowym, które zaplanowane zostały na 2012 rok w suwerennych (de iure bądź de facto) państwach i ich terytoriach zależnych.

## Styczeń

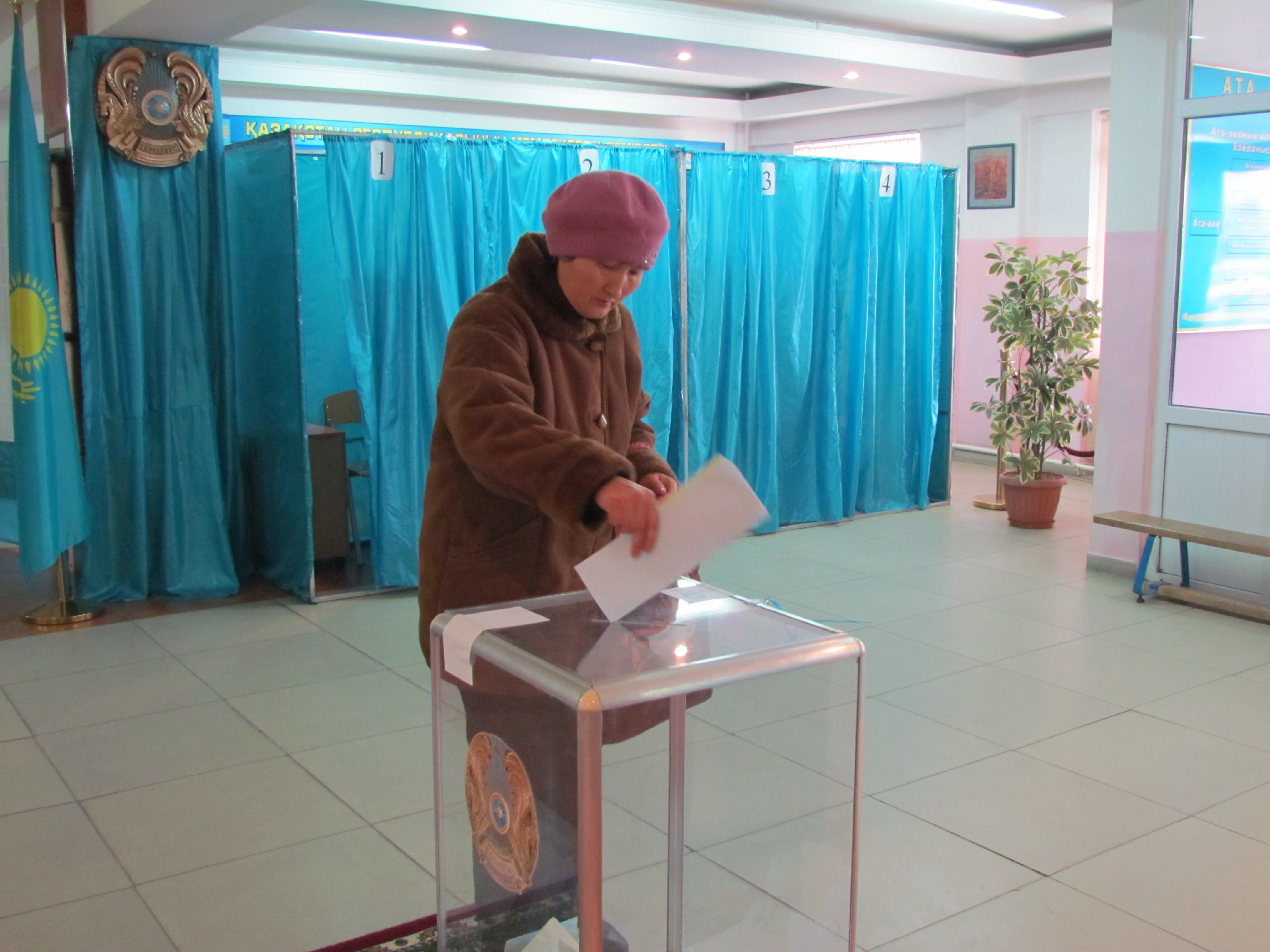
Głosowanie w wyborach w Kazachstanie

| Data           | Państwo         | Wybory                     | Zwycięzca               | Uwagi    | Źródło |
| -------------- | --------------- | -------------------------- | ----------------------- | -------- | ------ |
| 3 stycznia     | Wyspy Marshalla | prezydenckie               | Christopher Loeak       |          | [ 1 ]  |
| 3 stycznia     | Egipt           | parlamentarne              | FJP                     | III tura | [ 2 ]  |
| 13 stycznia    | Kiribati        | prezydenckie               | Anote Tong              |          | [ 3 ]  |
| 14 stycznia    | Tajwan          | prezydenckie parlamentarne | Ma Ying-jeou Kuomintang |          | [ 4 ]  |
| 15 stycznia    | Kazachstan      | parlamentarne              | Nur Otan                |          | [ 5 ]  |
| 22 stycznia    | Finlandia       | prezydenckie               | Sauli Niinistö          | I tura   | [ 6 ]  |
| 22 stycznia    | Chorwacja       | referendum                 | za                      |          | [ 7 ]  |
| 29 stycznia    | Kambodża        | do Senatu                  |                         |          |        |
| 29-30 stycznia | Egipt           | do Rady Szury              | FJP                     | I tura   | [ 8 ]  |

## Luty
| Data         | Państwo      | Wybory        | Zwycięzca                 | Uwagi   | Źródło |
| ------------ | ------------ | ------------- | ------------------------- | ------- | ------ |
| 2 lutego     | Kuwejt       | parlamentarne |                           |         | [ 9 ]  |
| 5 lutego     | Finlandia    | prezydenckie  | Sauli Niinistö            | II tura | [ 10 ] |
| 12 lutego    | Turkmenistan | prezydenckie  | Gurbanguly Berdimuhamedow |         | [ 11 ] |
| 14-15 lutego | Egipt        | do Rady Szury |                           | II tura | [ 8 ]  |
| 18 lutego    | Łotwa        | referendum    | przeciw                   |         | [ 12 ] |
| 21 lutego    | Jemen        | prezydenckie  | Abd Rabbuh Mansur Hadi    |         | [ 13 ] |
| 26 lutego    | Senegal      | prezydenckie  | Abdoulaye Wade            | I tura  | [ 14 ] |
| 26 lutego    | Syria        | referendum    | za                        |         |        |

## Marzec

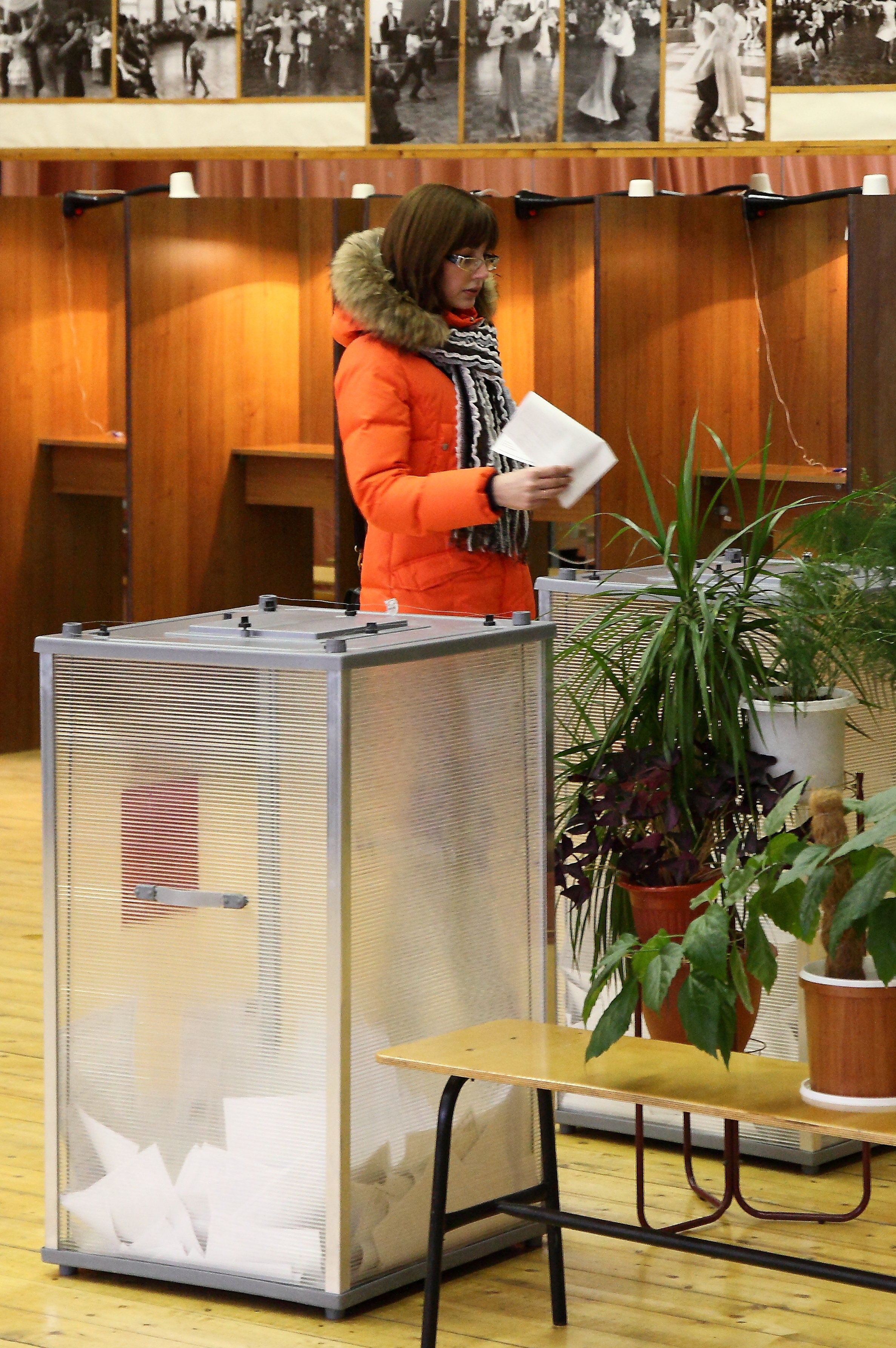
Głosowanie w wyborach prezydenckich w Rosji 2012-03-04

| Data     | Państwo           | Wybory                 | Zwycięzca                 | Uwagi   | Źródło |
| -------- | ----------------- | ---------------------- | ------------------------- | ------- | ------ |
| 2 marca  | Iran              | parlamentarne          | Konserwatyści             |         |        |
| 2 marca  | Pakistan          | do Senatu              | Pakistańska Partia Ludowa |         |        |
| 4 marca  | Rosja             | prezydenckie           | Władimir Putin            | I tura  |        |
| 7 marca  | Belize            | parlamentarne          | UDP                       |         |        |
| 10 marca | Słowacja          | parlamentarne          | SMER                      |         |        |
| 10 marca | Abchazja          | parlamentarne          |                           | I tura  | [ 15 ] |
| 11 marca | Salwador          | parlamentarne          | ARENA                     |         | [ 16 ] |
| 11 marca | Szwajcaria        | referendum             | przeciw, za, przeciw, za  |         | [ 17 ] |
| 16 marca | Mołdawia          | prezydenckie           | Nicolae Timofti           |         |        |
| 17 marca | Timor Wschodni    | prezydenckie           |                           | I tura  |        |
| 18 marca | Niemcy            | prezydenckie           | Joachim Gauck             |         |        |
| 18 marca | Gwinea Bissau     | prezydenckie           |                           | I tura  |        |
| 24 marca | Abchazja          | parlamentarne          |                           | II tura |        |
| 25 marca | Hongkong          | na Szefa administracji |                           |         |        |
| 25 marca | Osetia Południowa | prezydenckie           |                           | I tura  | [ 18 ] |
| 25 marca | Senegal           | prezydenckie           |                           | II tura | [ 19 ] |
| 25 marca | Słowenia          | referendum             |                           |         |        |
| 29 marca | Gambia            | parlamentarne          |                           |         |        |
| 31 marca | Mauretania        | parlamentarne          |                           |         |        |

## Kwiecień
| Data        | Państwo           | Wybory        | Zwycięzca       | Uwagi   | Źródło |
| ----------- | ----------------- | ------------- | --------------- | ------- | ------ |
| 8 kwietnia  | Osetia Południowa | prezydenckie  | Leonid Tibiłow  | II tura | [ 20 ] |
| 11 kwietnia | Korea Południowa  | parlamentarne |                 |         |        |
| 18 kwietnia | Guernsey          | parlamentarne |                 |         |        |
| 21 kwietnia | Timor Wschodni    | prezydenckie  | Taur Matan Ruak | II tura |        |
| 22 kwietnia | Francja           | prezydenckie  |                 | I tura  |        |
| 29 kwietnia | Mali              | prezydenckie  |                 | I tura  |        |

## Maj
| Data         | Państwo    | Wybory                                 | Zwycięzca                              | Uwagi   | Źródło |
| ------------ | ---------- | -------------------------------------- | -------------------------------------- | ------- | ------ |
| 2 maja       | Węgry      | prezydenckie                           | János Áder                             | II tura |        |
| 4 maja       | Iran       | parlamentarne                          |                                        | II tura |        |
| 6 maja       | Francja    | prezydenckie                           | François Hollande                      | II tura |        |
| 6 maja       | Grecja     | parlamentarne                          | Nowa Demokracja                        |         | [ 21 ] |
| 6 maja       | Serbia     | parlamentarne prezydenckie samorządowe | Serbska Partia Progresywna Boris Tadić | I tura  | [ 22 ] |
| 6 maja       | Armenia    | parlamentarne                          | Republikańska Partia Armenii           |         |        |
| 7 maja       | Syria      | parlamentarne                          | Blok Jedności Narodu                   |         |        |
| 7 maja       | Bahamy     | parlamentarne                          | PLP                                    |         | [ 23 ] |
| 10 maja      | Algieria   | parlamentarne                          | Narodowy Front Wyzwolenia              |         | [ 24 ] |
| 20 maja      | Serbia     | prezydenckie                           | Tomislav Nikolić                       | II tura |        |
| 20 maja      | Dominikana | prezydenckie                           | Danilo Medina                          | I tura  | [ 26 ] |
| 23 – 24 maja | Egipt      | prezydenckie                           |                                        |         | [ 27 ] |
| 26 maja      | Lesotho    | parlamentarne                          |                                        |         | [ 28 ] |
| 30 maja      | Albania    | prezydenckie                           |                                        | I tura  |        |
| 31 maja      | Irlandia   | referendum                             | za                                     |         | [ 29 ] |

## Czerwiec
| Data            | Państwo  | Wybory        | Zwycięzca              | Uwagi   | Źródło |
| --------------- | -------- | ------------- | ---------------------- | ------- | ------ |
| 10 czerwca      | Francja  | parlamentarne | Partia Socjalistyczna  | I tura  |        |
| 16 – 17 czerwca | Egipt    | prezydenckie  | Muhammad Mursi         | II tura |        |
| 17 czerwca      | Francja  | parlamentarne | Partia Socjalistyczna  | II tura |        |
| 17 czerwca      | Grecja   | parlamentarne | Nowa Demokracja        |         | .      |
| 30 czerwca      | Islandia | prezydenckie  | Ólafur Ragnar Grímsson |         | [ 31 ] |

## Lipiec
| Data     | Państwo       | Wybory                     | Zwycięzca              | Uwagi  | Źródło |
| -------- | ------------- | -------------------------- | ---------------------- | ------ | ------ |
| 1 lipca  | Liechtenstein | referendum                 | przeciw                |        | [ 32 ] |
| 1 lipca  | Meksyk        | prezydenckie parlamentarne | Enrique Peña Nieto PRI | I tura | [ 33 ] |
| 1 lipca  | Senegal       | parlamentarne              | UH                     | I tura | [ 34 ] |
| 7 lipca  | Libia         | parlamentarne              |                        |        | [ 35 ] |
| 19 lipca | Indie         | prezydenckie               | Pranab Mukherjee       | I tura |        |

## Wrzesień
| Data        | Państwo  | Wybory        | Zwycięzca | Uwagi | Źródło |
| ----------- | -------- | ------------- | --------- | ----- | ------ |
| 12 września | Holandia | parlamentarne | VVD       |       |        |

## Październik
| Data            | Państwo    | Wybory        | Zwycięzca           | Uwagi  | Źródło |
| --------------- | ---------- | ------------- | ------------------- | ------ | ------ |
| 1 października  | Gruzja     | parlamentarne | Gruzińskie Marzenie |        |        |
| 7 października  | Wenezuela  | prezydenckie  | Hugo Chávez         |        |        |
| 14 października | Czarnogóra | parlamentarne |                     |        |        |
| 14 października | Litwa      | parlamentarne |                     |        |        |
| 20 października | Islandia   | referendum    | za                  | [ 36 ] |        |
| 28 października | Ukraina    | parlamentarne |                     |        |        |

## Listopad
| Data         | Państwo           | Wybory       | Zwycięzca    | Uwagi                                        | Źródło |
| ------------ | ----------------- | ------------ | ------------ | -------------------------------------------- | ------ |
| 6 listopada  | Portoryko         | referendum   | za           | za przystąpieniem do USA na satusie 51 stanu |        |
| 6 listopada  | Stany Zjednoczone | prezydenckie | Barack Obama |                                              |        |
| 10 listopada | Irlandia          | referendum   | za           |                                              | [ 37 ] |